# Rhaphium dilatatum
Rhaphium dilatatum är en tvåvingeart som först beskrevs av Christian Rudolph Wilhelm Wiedemann 1830.  Rhaphium dilatatum ingår i släktet Rhaphium och familjen styltflugor. Inga underarter finns listade i Catalogue of Life.